# Rachel Nkontieu
Rachel Nkontieu, née le 20 septembre 1982 à Fondjomekwet dans la région de l'Ouest du Cameroun, est une actrice et productrice de films camerounaise.

## Biographie

### Jeunesse
Rachel Nkontieu naît le 20 septembre 1982 à Bafang dans le village de Fondjomekwet, dans la région de l'Ouest du Cameroun,,. Elle grandit dans une famille polygamique pauvre. Elle arrête ses études secondaires en classe de première, après 4 échecs à l'examen du probatoire. Elle fait ensuite une capacité en droit et multiplie les petits métiers et commerces.

### Carrière

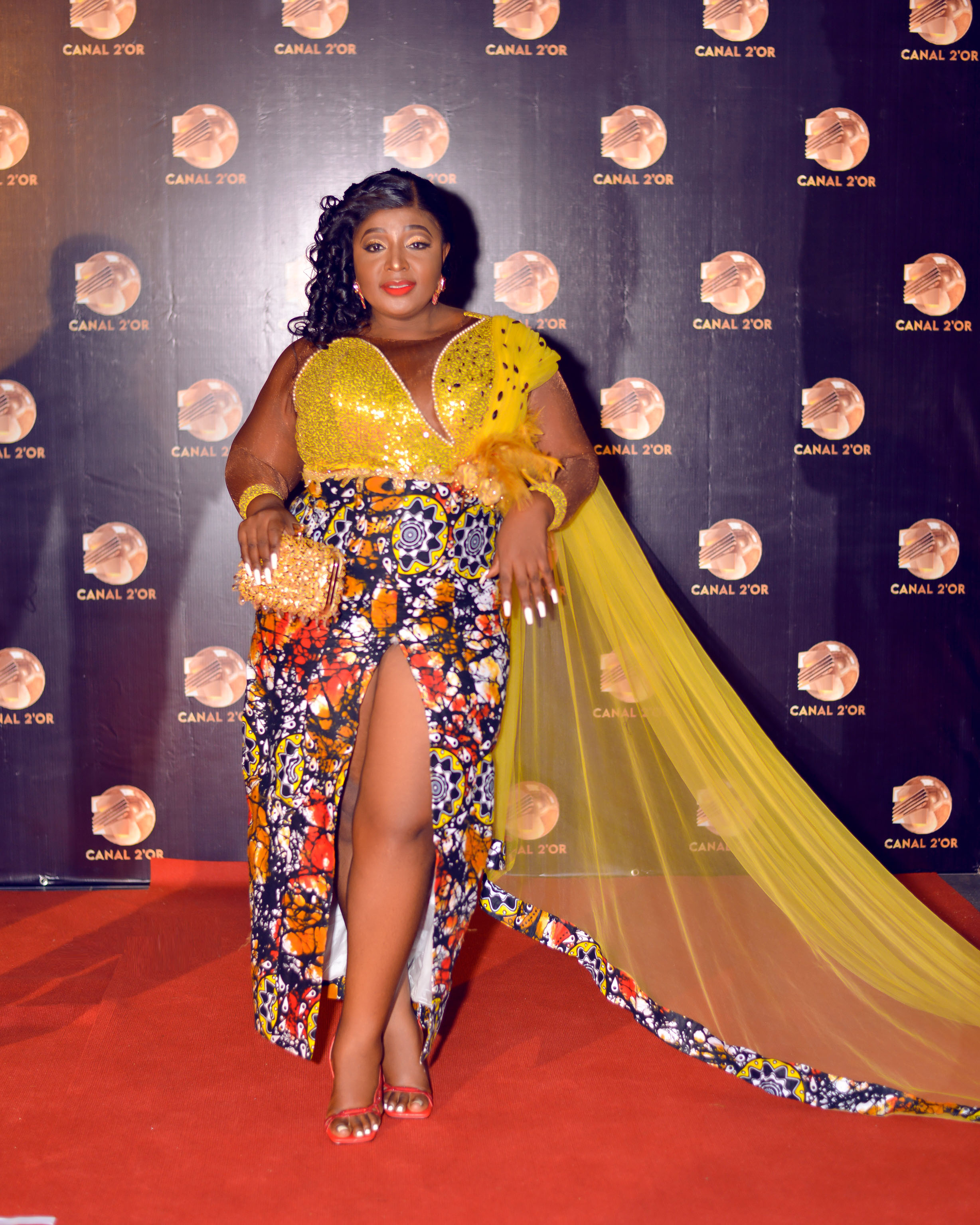
Rachel Nkontieu aux Canal 2'Or 2021

Rachel Nkontieu se lance dans le cinéma en 2007 en participant au casting organisé pour la Saison 2 de la série à succès Foyer polygamique d'Ebenezer Kepombia. Elle fait partie des 9 recrues retenues pour rejoindre la série.
Par la suite, elle enchaîne les rôles dans plusieurs séries télévisées,,. Elle joue le rôle principal dans J'ai été vendue d'Élisée Emaleu.
En 2015, elle réalise et produit son premier film Tourment d'amour. Le film fait partie de la sélection des Écrans noirs 2015,.
En 2019, elle joue le rôle de Madame Mbarga dans la série Madame... Monsieur d'Ebenezer Kepombia aux côtés de Rigobert Tamwa. En 2021, elle est nommée aux Canal 2'Or dans la catégorie Meilleure comédienne Série TV aux Canal 2'Or 2021.

## Filmographie

### Séries télévisées
- 2007 : Foyer Polygamique, Saison 2, d'Ebenezer Kepombia
- 2017 : Secret Tabou d'Aicha Wète Kaprisky
- 2018 : Le Prix du Péché  de Blaise Option
- 2018 : Habiba d'Ebenezer Kepombia
- 2019 : Otages d'amour  de Ghislain Towa
- 2020 : Madame… Monsieur, Saison 1 d'Ebenezer Kepombia

- 2021 : Madame… Monsieur, Saison 2 d'Ebenezer Kepombia
- 2022 : Madame… Monsieur, Saison 3 d'Ebenezer Kepombia
- 2022 : Invivable  de Blaise Option
- 2022 : Victimes de Salem Kedy[13]

### Films
- 2015 : Tourment d'amour
- 2018 : A qui la faute de Jean de Dieu Tchegnebe
- 2019 : Second Life de Michel Pouamo
- 2019 : Shenanigans de Salem Kedy
- 2020 : Le Karma de la Tchiza de Blaise Option